# Кнортц, Карл
Карл Кнортц (нем. Karl Knortz; 28 августа 1841, Гарбенгейм (ныне в черте города Вецлар), Великое герцогство Гессен, — 27 июля 1918, Норт-Тарритаун, США) — немецко-американский писатель.
В 1863 году переселился в США, был учителем, издавал газету в защиту немецких интересов. Опубликовал «Märchen und Sagen der nordamerikanischen Indianer» (Йена, 1871); «Gedichte» (Лейпциг, 1874); «Amerikanische Skizzen» (Галле, 1876); «Epigramme» (Лейпциг, 1878); «Longfellow. Eine literarhistorische Studie» (Гамбург, 1879); «An American Shakespeare Bibliography» (Бостон, 1876); «Humoristische Gedichte» (Балтимор, 1878); «Aus dem Wigwam» (Лейпциг, 1880); «Kapital und Arbeit in America» (Цюрих, 1881); «Aus der transatlantischen Gesellschaft» (Лейпциг, 1882); «Mythologie und Zivilisation der nordamenkanischen Indianer» (1882); «Shakespeare in America» (Берлин, 1882); «Amerikanische Lebensbilder» (Цюрих, 1884); «Lieder und Romanzen Altenglands» (Кетен, 1872); «Schottische Balladen» (Галле, 1875); «Neue Gedichte» (Гларус, 1884); «Irländische Märchen» (Цюрих, 1886).